# Rostrocytheridea
Rostrocytheridea is een geslacht van uitgestorven kreeftachtigen uit de klasse van de Ostracoda (mosselkreeftjes).

## Soorten
- Rostrocytheridea allaruensis Kroemmelbein, 1975 †
- Rostrocytheridea canaliculata Bate, 1972 †
- Rostrocytheridea chapmani Dingle, 1969 †
- Rostrocytheridea covuncoensis Musacchio, 1979 †
- Rostrocytheridea hamiltonensis Fauth & Seeling in Fauth, Seeling & Luther, 2003 †
- Rostrocytheridea ornata Brenner & Oertli, 1976 †
- Rostrocytheridea pukehouensis Dingle, 2009 †
- Rostrocytheridea westraliensis (Chapman, 1917) Neale, 1975 †